# Александров, Николай Дмитриевич
Никола́й Дми́триевич Алекса́ндров (род. 4 февраля 1961, Москва) — советский и российский литературовед, литературный критик, теле- и радиоведущий. Кандидат филологических наук.

## Биография
Родился в семье филологов.
Окончил филологический факультет МГУ им. М. В. Ломоносова. Учился в аспирантуре Института мировой литературы им. А. М. Горького АН СССР. В 1991 году защитил там под научным руководством Константина Ломунова диссертацию на тему «Роман А. И. Эртеля „Гарденины“, его место в творчестве писателя и развитии русской романистики конца XIX века», получив тем самым учёную степень кандидата филологических наук.
Преподавал литературу в школе. С 1986 года был сотрудником Музея Пушкина в Москве, затем работал заведующим Музеем-квартирой Андрея Белого на Арбате.
В 1992—1996 годах преподавал учебные курсы «История русской литературы второй половины XIX в.» и «История русской критики» на филологическом факультете МГУ.
С 1990 года по 2022 год — книжный обозреватель радио «Эхо Москвы» (программа «Книжечки»), соведущий программы «Радиодетали».
Одновременно был ведущим программ телеканала «Культура»: «Порядок слов» (2002—2008) и «Разночтения» (2004—2010). Публиковался в ряде периодических изданий, среди которых «Независимая газета», «Итоги» (1997—2000), «Газета» (2002—2004), «Известия» (2004—2006, 2008, 2010—2011), «Дружба народов», «Вопросы литературы», «Литературное обозрение».
В 2007 году номинировался на премию ТЭФИ за лучший сценарий за программу «Экология литературы. Немецкая глава».
С апреля 2010 по 9 января 2014 года вёл единственную на тот момент передачу о литературе — «Книги» на телеканале «Дождь». С 20 мая 2013 по 21 апреля 2022 года вёл книжные новости «Порядок слов» и еженедельное интервью «Фигура речи» на «Общественном телевидении России».
В 2003—2004 гг. преподавал на кафедре литературной критики факультета журналистики РГГУ. С 2011 года — доцент кафедры литературной критики.
Создал ряд документальных фильмов из цикла «Новая антология», публиковался в журналах «Литературное обозрение», «Дружба народов», «Итоги» и др.

## Общественная деятельность
В 1999 году Николай Дмитриевич участвовал в «круглом столе» журнала «Дружба народов», № 11 за 1999 г. «О прозе реальной и виртуальной». Подготовка к публикации Н. Игруновой. В мероприятии участвовали: 
| - Николай Александров, - А. Архангельский, - В. Березин, | - М. Бутов, - А. Гаврилов, - А. Гостева, | - А. Дмитриев, - А. Немзер, - А. Слаповский. |

В марте 2014 года Николай Александров подписал Антивоенное заявление российской интеллигенции «против войны, реставрации тоталитаризма и лжи в государственных СМИ» относительно украинского кризиса и аннексии Крыма Россией.
В мае 2018 года присоединился к заявлению российских литераторов и учёных в защиту осужденного в России украинского режиссера Олега Сенцова.

## Семья
- Женат[1]. Двое детей:
  - Дочь — Мария (род. 1995)
  - Сын — Василий (род. 1998)[2].